# Catharus aurantiirostris
Catharus aurantiirostris е вид птица от семейство Turdidae.

## Разпространение
Видът е разпространен в Колумбия, Коста Рика, Салвадор, Гватемала, Хондурас, Мексико, Никарагуа, Панама, Тринидад и Тобаго и Венецуела.